# Руб аль-хизб
Руб аль-хизб (от араб. ربع الحزب‎ [rubʔˁ al-ḥizb]) — мусульманский символ в виде двух наложенных друг на друга квадратов, образующий восьмиконечную звезду. Можно встретить в эмблемах и флагах.
Символ используется в Коране как маркер конца главы в арабской каллиграфии. Изображается в виде двух наложенных друг на друга квадратов и круга в середине.

## Коран
На арабском руб значит «одна четвёртая, четверть», а хизб значит «группа» или «партия». Первоначально он использовался в Коране, который разделён на 60 хизбов (60 групп с примерно равными длинами); символ определяет каждую четверть хизба, тогда как хизб — половина джуза. Основной целью такого разделения служит облегчение чтения Корана.

## Туркменистан
В Туркменистане руб аль-хизб носит название «звезда Огузхана». Множество современных объектов в стране построены в форме руб аль-хизб. Руб также используется в искусстве и дизайне. Восьмиконечная звезда, обрамляющая телебашню в Ашхабаде, занесена в Книгу рекордов Гиннесса как самое большое в мире архитектурное изображение звезды.

## Галерея
- Телерадиовещательный центр «Туркменистан»
- Герб Туркменистана с 2003 года
- Флаг Казахстанской таможни
- Вымышленный флаг Хатая в фильме Спилберга
- Неофициальный флаг Казахстана в 1990-х годах
- Хауз